# Javier Aguirresarobe
Javier Aguirresarobe (Zubía) — né le 10 octobre 1948 à Eibar (Pays basque), dans la province de Guipúzcoa — est un directeur de la photographie espagnol, membre de l'AEC et de l'ASC.

## Biographie
Sorti diplômé de l'Escuela Oficial de Cinematografía (es) en 1972, son premier film comme chef opérateur est un court métrage de fin d'études sorti en 1973.
Parmi la centaine de films auxquels il collabore — espagnols ou américains majoritairement, plus des coproductions et trois films français —, citons La Fille de tes rêves de Fernando Trueba (1998, avec Penélope Cruz et Antonio Resines), Parle avec elle de Pedro Almodóvar (2002, avec Javier Cámara et Darío Grandinetti), La Route de John Hillcoat (2009, avec Viggo Mortensen et Charlize Theron), ou encore deux réalisations de Woody Allen, Vicky Cristina Barcelona (2008, avec Rebecca Hall et Scarlett Johansson) et Blue Jasmine (2013, avec Cate Blanchett et Sally Hawkins).
Au nombre de ses derniers films, évoquons Poltergeist de Gil Kenan (avec Sam Rockwell et Jared Harris) et Chair de poule, le film de Rob Letterman (avec Jack Black et Odeya Rush), tous deux sortis  en 2015, ainsi que The Finest Hours de Craig Gillespie (avec Chris Pine et Ben Foster), sorti en 2016.
Des distinctions que Javier Aguirresarobe reçoit, mentionnons une nomination au British Academy Film Award de la meilleure photographie pour La Route (2009) précité, et onze nominations au prix Goya dans la même catégorie (dont six gagnés : voir détails ci-dessous).
Il est membre de l'American Society of Cinematographers (ASC) depuis 2012 et de l'Asociación Española de Autores de Obras Fotográficas Cinematográficas (AEC, équivalent espagnol de l'ASC).

## Filmographie partielle
- 1984 : Le Sexe du diable (La muerte de Mikel) d'Imanol Uribe
- 1985 : Fuego eterno de José Ángel Rebolledo
- 1987 : La Forêt animée (El Bosque animado) de José Luis Cuerda
- 1991 : Beltenebros de Pilar Miró
- 1992 : Marathon (Maratón ) de Carlos Saura
- 1992 : Le Songe de la lumière (El sol del membrillo) de Victor Erice
- 1993 : Le Fil de l'horizon de Fernando Lopes
- 1993 : Les Voyous (¡Dispara!) de Carlos Saura
- 1995 : Fiesta de Pierre Boutron
- 1995 : Antártida de Manuel Huerga
- 1995 : Ainsi soient-elles de Patrick Alessandrin et Lisa Azuelos
- 1996 : Bwana d'Imanol Uribe
- 1996 : Tierra de Julio Medem
- 1996 : Le Chien du jardinier de Pilar Miró
- 1997 : Les Secrets du cœur (Secretos del corazón) de Montxo Armendáriz
- 1998 : La Fille de tes rêves (La niña de tus ojos) de Fernando Trueba
- 2000 : Salsa (¡Salsa!) de Joyce Buñuel
- 2001 : Les Autres (The Others) d'Alejandro Amenábar
- 2002 : Parle avec elle (Hable con ella) de Pedro Almodóvar
- 2003 : Soldados de Salamina de David Trueba
- 2003 : Mauvais Esprit de Patrick Alessandrin
- 2004 : Le Pont du roi Saint-Louis (The Bridge of San Luis Rey) de Mary McGuckian
- 2004 : Mar adentro d'Alejandro Amenábar
- 2007 : Les Fantômes de Goya (Goya's Ghosts) de Miloš Forman
- 2008 : Vicky Cristina Barcelona de Woody Allen
- 2009 : La Route (The Road) de John Hillcoat
- 2009 : Twilight, chapitre II : Tentation (The Twilight Saga: New Moon) de Chris Weitz
- 2009 : The City of Your Final Destination de James Ivory
- 2010 : Twilight, chapitre III : Hésitation (The Twilight Saga: Eclipse) de David Slade
- 2011 : A Better Life de Chris Weitz
- 2011 : Fright Night de Craig Gillespie
- 2012 : Cinq ans de réflexion (The Five-Year Engagement) de Nicholas Stoller
- 2013 : Warm Bodies de Jonathan Levine
- 2013 : Blue Jasmine de Woody Allen
- 2013 : Arnaque à la carte (Identity Thief) de Seth Gordon
- 2015 : Poltergeist de Gil Kenan
- 2015 : Chair de poule, le film de Rob Letterman
- 2016 : The Finest Hours de Craig Gillespie
- 2016 : La Promesse (The Promise) de Terry George
- 2018 : Operation Finale de Chris Weitz
- 2018 : Here and Now de Fabien Constant
- 2019 : Dora et la Cité perdue (Dora and the Lost City of Gold) de James Bobin
- 2022 : Enzo le Croco (Lyle, Lyle, Crocodile) de Josh Gordon et Will Speck
- 2024 : L'I.A. du mal (AfrAId) de Chris Weitz

## Distinctions (sélection)
- 2010 : nomination au British Academy Film Award de la meilleure photographie, pour La Route.
- Six prix Goya de la meilleure photographie gagnés :
  - En 1992, pour Beltenebros ;
  - En 1996, pour Antártida ;
  - En 1997, pour Le Chien du jardinier ;
  - En 2002, pour Les Autres ;
  - En 2004, pour Soldados de Salamina ;
  - Et en 2005, pour Mar adentro.